# Olympische Sommerspiele 2020/Leichtathletik – 10.000 m (Männer)
Der 10.000-Meter-Lauf der Männer bei den Olympischen Spielen 2020 in Tokio fand am 30. Juli 2021 im neuerbauten Nationalstadion statt.
Olympiasieger wurde der Äthiopier Selemon Barega. Silber und Bronze ging an die Ugander Joshua Cheptegei und Jacob Kiplimo.
Der Schweizer Julien Wanders belegte Rang 21.

Athleten aus Deutschland, Österreich und Liechtenstein an diesem Wettbewerb nahmen nicht teil.

## Aktuelle Titelträger
| Olympiasieger                         | Mo Farah ( Großbritannien)   | 27:05,17 min | Rio de Janeiro 2016 |
| Weltmeister                           | Joshua Cheptegei ( Uganda)   | 26:48,36 min | Doha 2019           |
| Europameister                         | Morhad Amdouni ( Frankreich) | 28:11,22 min | Berlin 2018         |
| Nord-/Zentralamerika-/Karibik-Meister | Lopez Lomong ( USA)          | 29:49,03 min | Toronto 2018        |
| Südamerika-Meister                    | Bayron Piedra ( Ecuador)     | 28:48,13 min | Lima 2019           |
| Asienmeister                          | Dawit Fikadu ( Bahrain)      | 28:26,30 min | Doha 2019           |
| Afrikameister                         | Jemal Yimer ( Äthiopien)     | 29:08,09 min | Asaba 2018          |
| Ozeanienmeister                       | Harry Summers ( Australien)  | 29:19,99 min | Townsville 2019     |

## Rekorde

### Bestehende Rekorde
| Weltrekord         | Joshua Cheptegei ( Uganda)   | 26:11,00 min | Valencia, Spanien       | 7. Oktober 2020 |
| Olympischer Rekord | Kenenisa Bekele ( Äthiopien) | 27:01,17 min | Finale OS Peking, China | 17. August 2008 |

Der bestehende olympische Rekord wurde bei diesen Spielen nicht erreicht. Die Siegeszeit des äthiopischen Olympiasiegers Selemon Barega im Rennen am 20. August betrug 27:43,22 min, womit er den Rekord um 42,05 Sekunden verfehlte. Zum Weltrekord fehlten ihm 1:32,22 Minuten.

### Rekordverbesserung
Es gab einen neuen Landesrekord:

27:53,58 min – Morhad Amdouni, Frankreich

## Durchführung
Der Wettkampf wurde ohne Vorrunde direkt in einem Finallauf durchgeführt.

## Zwischenzeiten
| Zwischenzeit- Marke | Zwischenzeit | Führender                                                                                          | 1000-m-Zeit |
| ------------------- | ------------ | -------------------------------------------------------------------------------------------------- | ----------- |
| 01000 m             | 2:44,0 min0  | Stephen Kissa / knapp acht Sekunden vor größerer Gruppe                                            | 2:44,0 min  |
| 02000 m             | 5:34,8 min0  | Stephen Kissa / knapp acht Sekunden vor größerer Gruppe                                            | 2:50,8 min  |
| 03000 m             | 8:23,0 min0  | Kissa / Selemon Barega und Rhonex Kipruto ca. 3 s zurück / weitere ca. 4 s dahinter größere Gruppe | 2:48,2 min  |
| 04000 m             | 11:14,0 min0 | Kissa / Kipruto ca. 3 s zurück / weitere ca. 3 s dahinter größere Gruppe                           | 2:51,0 min  |
| 05000 m             | 14:08,6 min0 | Kissa mit größerer Gruppe                                                                          | 2:54,6 min  |
| 06000 m             | 17:07,6 min0 | Kissa mit größerer Gruppe                                                                          | 2:59,0 min  |
| 07000 m             | 19:45,8 min0 | Joshua Cheptegei mit 19köpfiger Gruppe                                                             | 2:38,2 min  |
| 08000 m             | 22:36,6 min0 | Rhonex Kipruto mit 17köpfiger Gruppe                                                               | 2:50,8 min  |
| 09000 m             | 25:17,6 min0 | Rodgers Kwemoi mit 11köpfiger Gruppe                                                               | 2:41,0 min  |
| 10.000 m            | 27:43,22 min | Selemon Barega                                                                                     | 2:25,6 min  |

## Resultat

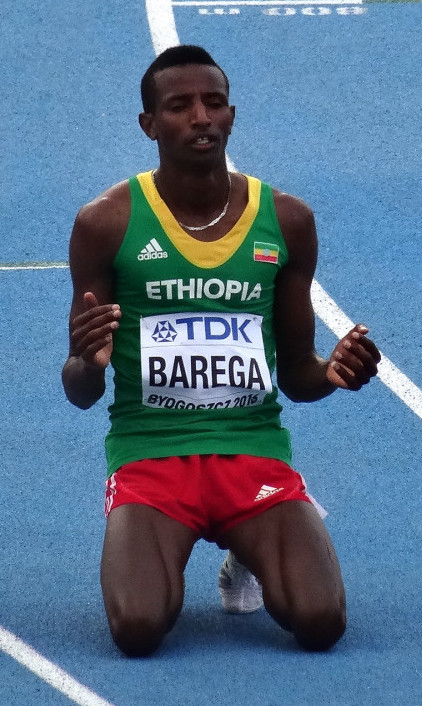
Selemon Barega bezwang den Weltrekordinhaber und eigentlichen Favoriten Joshua Cheptegei

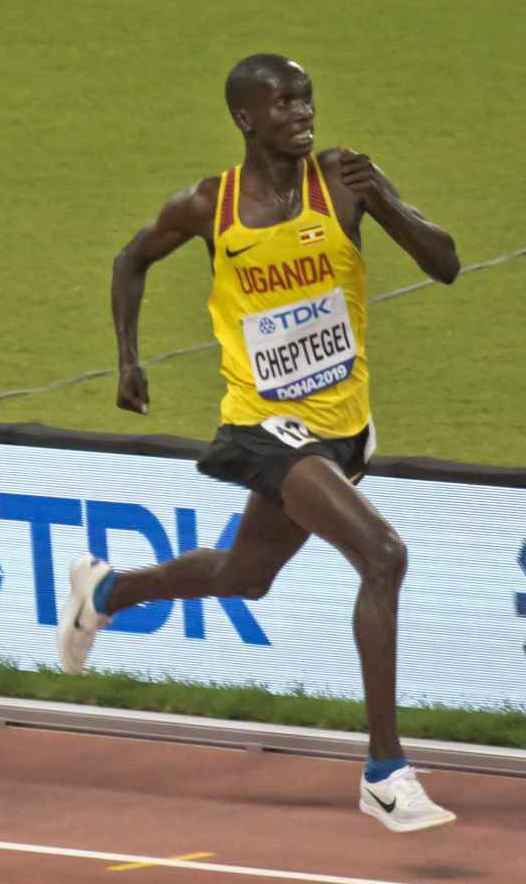
Silbermedaillengewinner Joshua Cheptegei

31. Juli 2021, 20:30 Uhr (13:30 Uhr MESZ)
| Platz | Name                | Nationalität   | Zeit (min) | Anmerkung |
| ----- | ------------------- | -------------- | ---------- | --------- |
| 1     | Selemon Barega      | Äthiopien      | 27:43,22   |           |
| 2     | Joshua Cheptegei    | Uganda         | 27:43,63   | SB        |
| 3     | Jacob Kiplimo       | Uganda         | 27:43,88   |           |
| 4     | Berihu Aregawi      | Äthiopien      | 27:46,16   |           |
| 5     | Grant Fisher        | USA            | 27:46,39   |           |
| 6     | Mohammed Ahmed      | Kanada         | 27:47,76   | SB        |
| 7     | Rodgers Kwemoi      | Kenia          | 27:50,06   |           |
| 8     | Yomif Kejelcha      | Äthiopien      | 27:52,03   |           |
| 9     | Rhonex Kipruto      | Kenia          | 27:52,78   |           |
| 10    | Morhad Amdouni      | Frankreich     | 27:53,58   | NR        |
| 11    | Yemaneberhan Crippa | Italien        | 27:54,05   | SB        |
| 12    | Aron Kifle          | Eritrea        | 28:04,06   |           |
| 13    | Carlos Mayo         | Spanien        | 28:04,71   |           |
| 14    | Marc Scott          | Großbritannien | 28:09,23   |           |
| 15    | William Kincaid     | USA            | 28:11,01   |           |
| 16    | Joe Klecker         | USA            | 28:14,18   |           |
| 17    | Akira Aizawa        | Japan          | 28:18,37   | SB        |
| 18    | Isaac Kimeli        | Belgien        | 28:31,91   |           |
| 19    | Patrick Tiernan     | Australien     | 28:35,06   | SB        |
| 20    | Weldon Langat       | Kenia          | 28:41,42   |           |
| 21    | Julien Wanders      | Schweiz        | 28:55,29   | SB        |
| 22    | Tatsuhiko Itō       | Japan          | 29:01,31   |           |
| 23    | Kieran Tuntivate    | Thailand       | 29:01,92   |           |
| DNF   | Sam Atkin           | Großbritannien |            |           |
| DNF   | Stephen Kissa       | Uganda         |            |           |

## Rennverlauf
Auf der ersten Streckenhälfte prägte Stephen Kissa aus Uganda das Rennen. Mit 1000-Meter-Abschnitten unter oder knapp über 2:50 min war das Tempo zwar nicht weltrekordreif, aber angesichts der hohen Temperaturen war das auch nicht zu erwarten. Alle Konkurrenten ließen abreißen, Kissas Vorsprung betrug zwischenzeitlich knapp zehn Sekunden. Aber bei Streckenhälfte hatte ein jetzt großes Führungsfeld ihn wieder eingeholt. Neun Runden vor Schluss gab Kissa das Rennen dann auf. Er wurde Opfer seines für ihn zu hohen Anfangstempos, das er unter Umständen renntaktisch für seine beiden Landsleute Joshua Cheptegei und Jacob Kiplimo vorgelegt hatte.
Nun blieb für längere Zeit eine größere Spitzengruppe zusammen, die zunächst aus neunzehn Läufern bestand und nach neun Kilometern auf elf Athleten geschrumpft war. Die 1000-Meter-Abschnitte wurden ab der 6000-Meter-Marke schneller. Zwischen Kilometer sechs und sieben legte Cheptegei sogar eine Zeit von ca. 2:38 min hin, ließ es dann jedoch wieder etwas ruhiger angehen.
Vier Runden vor Schluss fiel die Führungsgruppe mit Tempoverschärfungen durch verschiedene Konkurrenten immer mehr auseinander. Sehr aktiv zeigten sich jetzt die Kenianer Rhonex Kipruto und Rodgers Kwemoi, Cheptegei sowie auch der Kanadier Mohammed Ahmed. Das Rennen wurde immer schneller, die Zeit für den letzten Kilometer betrug 2:25,6 min. Zu Beginn der letzten vierhundert Meter setzte sich der Äthiopier Selemon Barega an die Spitze. Nur Kiplimo und Cheptegei konnten noch halbwegs Anschluss halten. Diese drei Athleten machten nun die Medaillen unter sich aus. Der drittplatzierte Cheptegei zog auf der Zielgeraden an Kiplimo vorbei, schloss fast noch einmal zu Barega auf, aber es reichte nicht mehr. Selemon Barega wurde Olympiasieger, Joshua Cheptegei gewann Silber und Bronze ging an Jacob Kiplimo. Die Plätze dahinter belegten in dieser Reihenfolge der Äthiopier Berihu Aregawi, der US-Amerikaner Grant Fisher und Mohammed Ahmed.
Baregas Sieg brachte nach der Dominanz des Briten Mo Farah bei den Spielen 2012 und 2016 die sechste Goldmedaille für Äthiopien in diesem Wettbewerb. Zuvor hatten Miruts Yifter (1980), Haile Gebrselassie (1996/2000) und Kenenisa Bekele (2004/2008) jeweils Gold für dieses Land gewonnen.

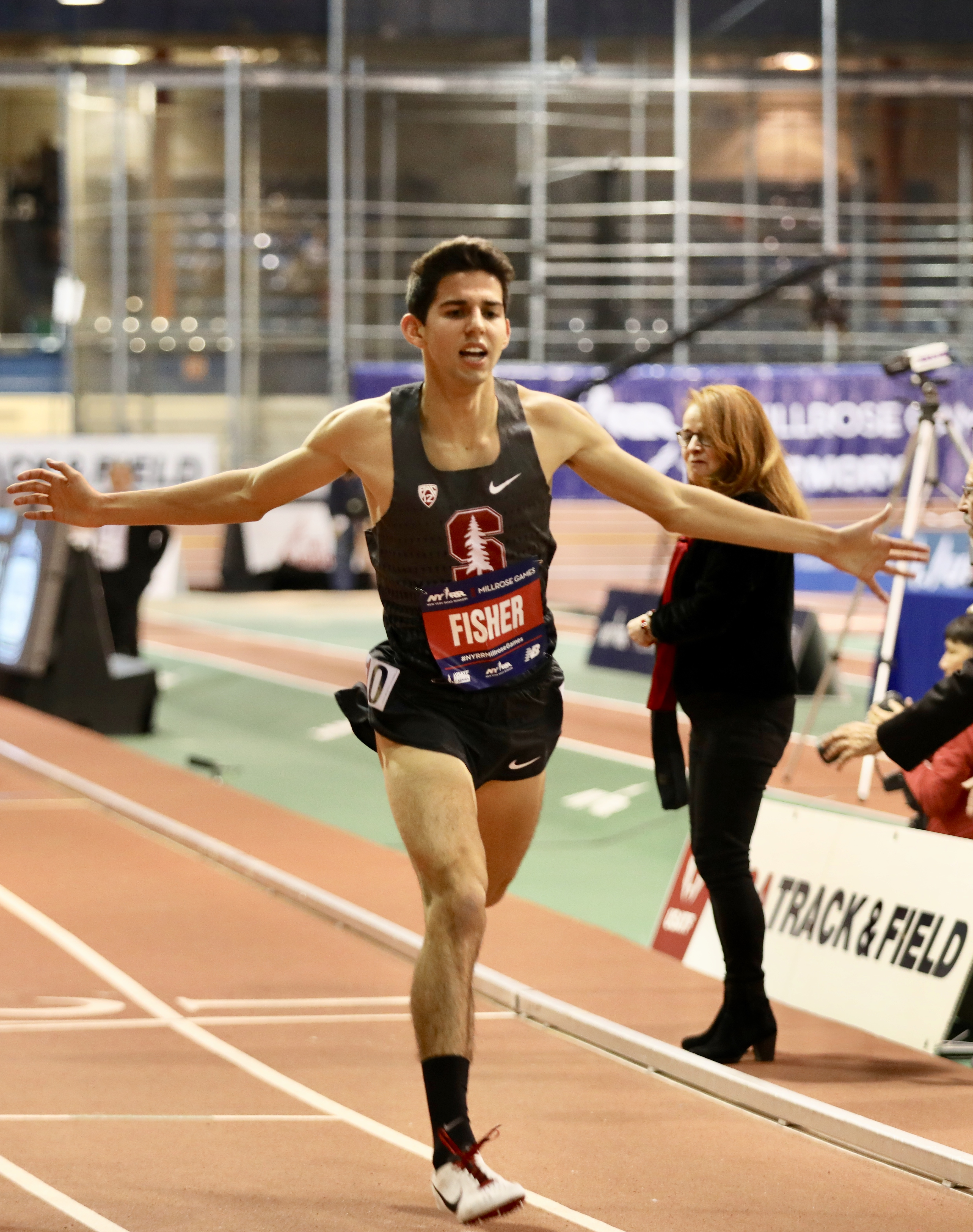
Grant Fisher belegte Rang fünf
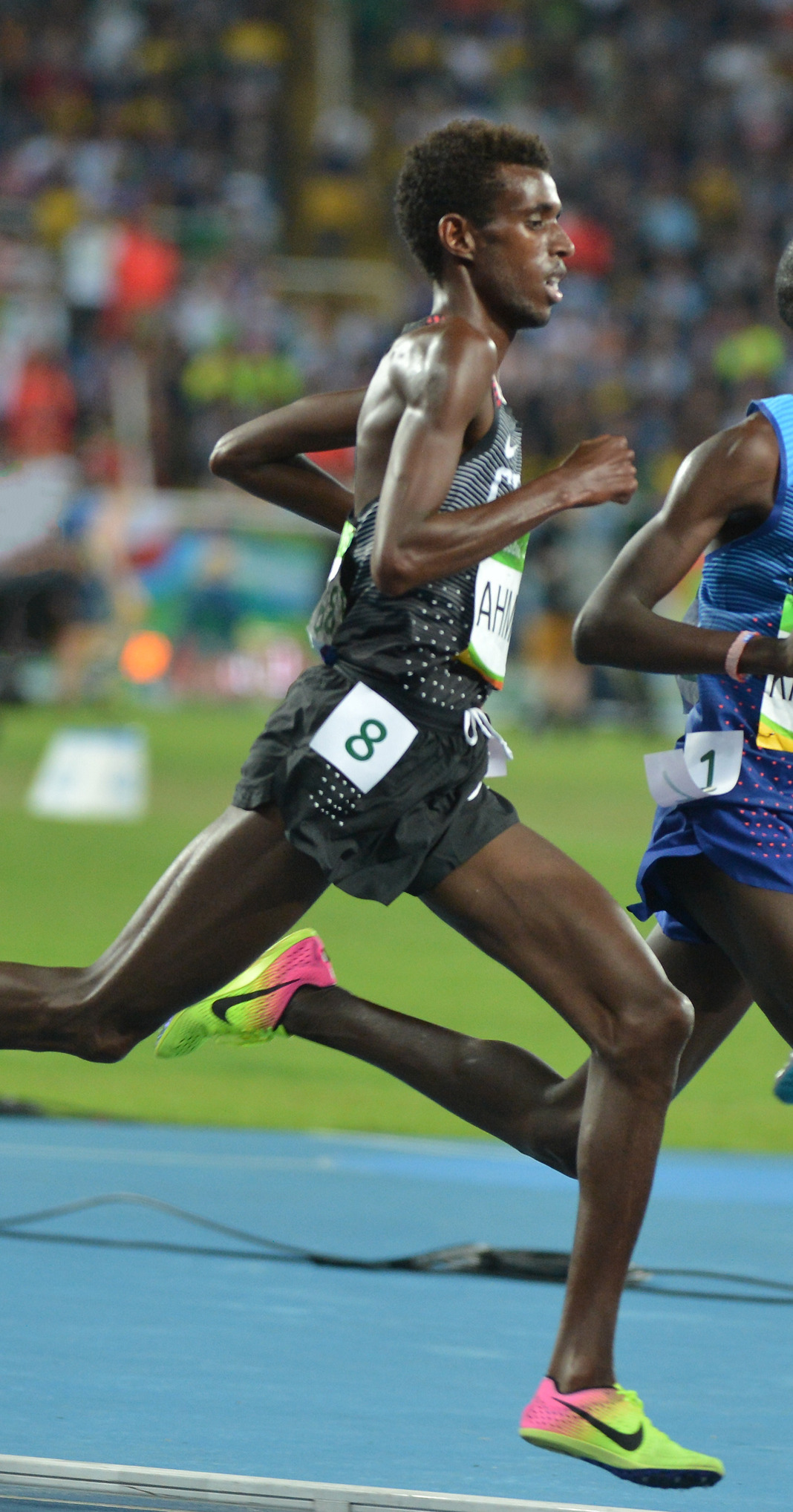
Der sechstplatzierte Mohammed Ahmed
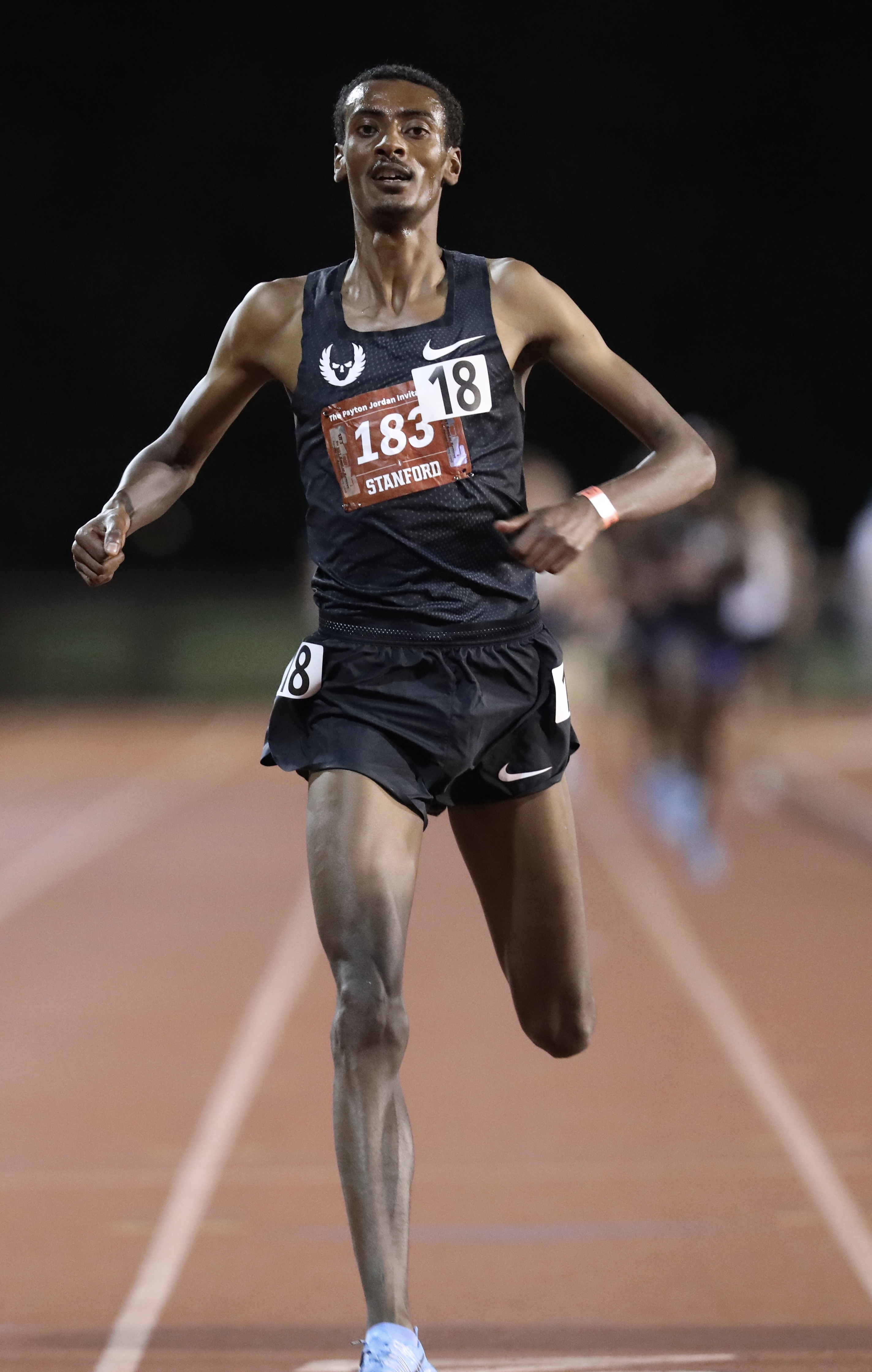
Rang acht für Yomif Kejelcha
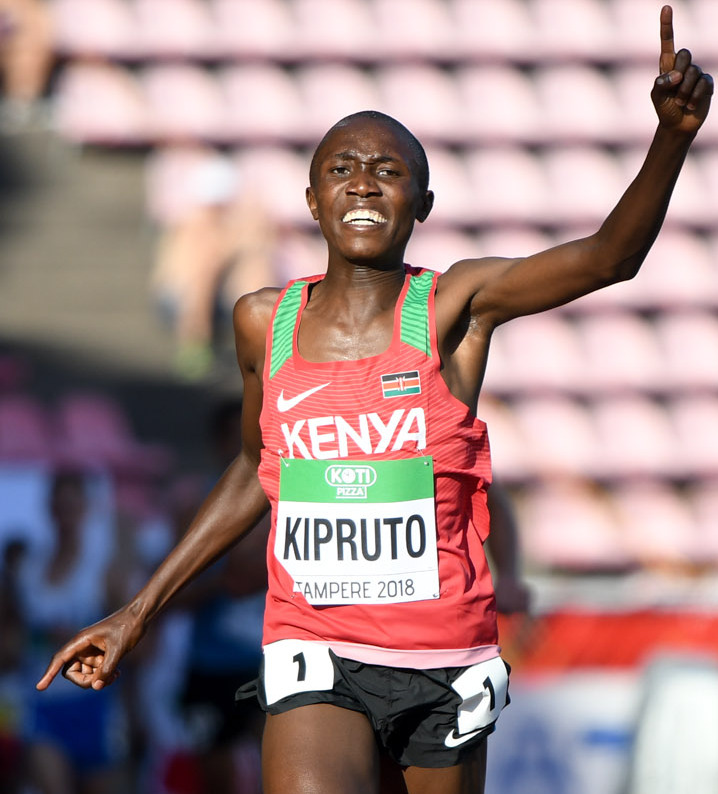
Rhonex Kipruto kam auf den neunten Platz

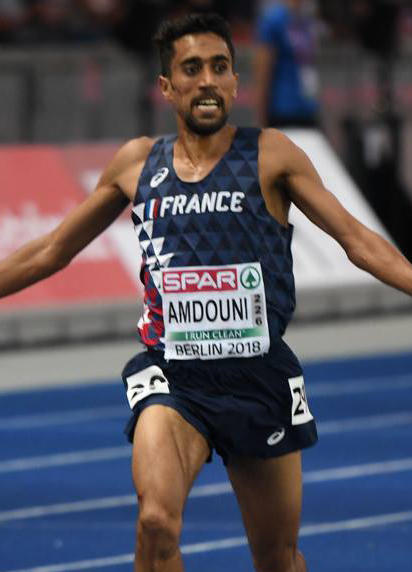
Morhad Amdouni wurde Olympiazehnter
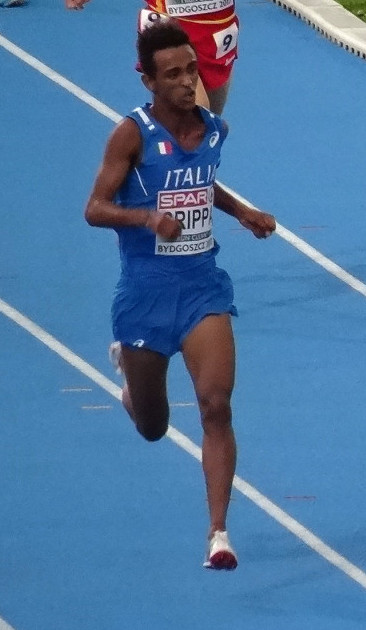
Yemaneberhan Crippa erreichte Platz elf
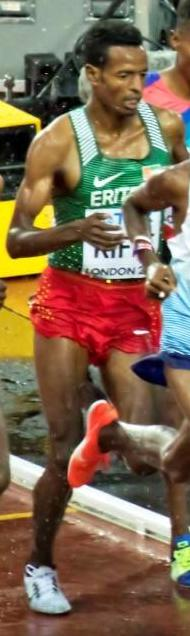
Aron Kifle – Rang zwölf
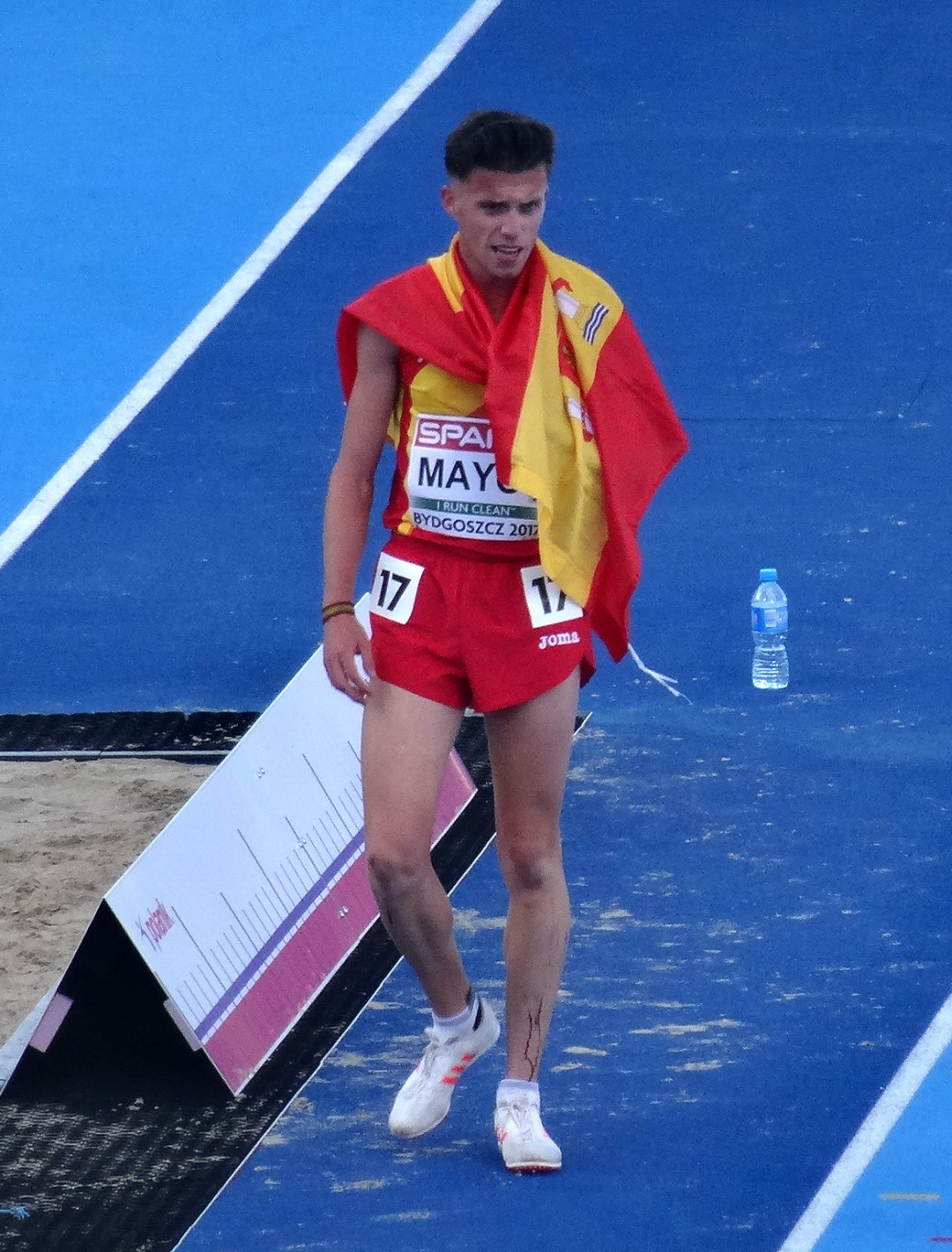
Carlos Mayo – Rang dreizehn
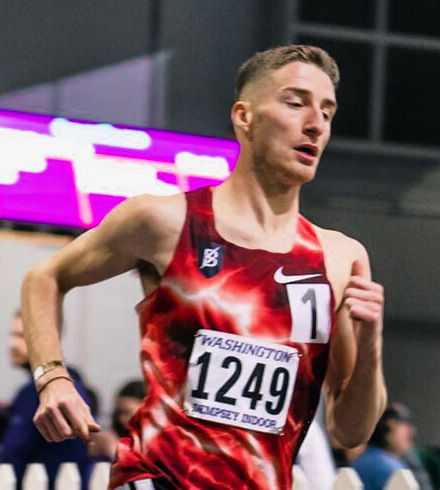
Marc Scott – Rang vierzehn
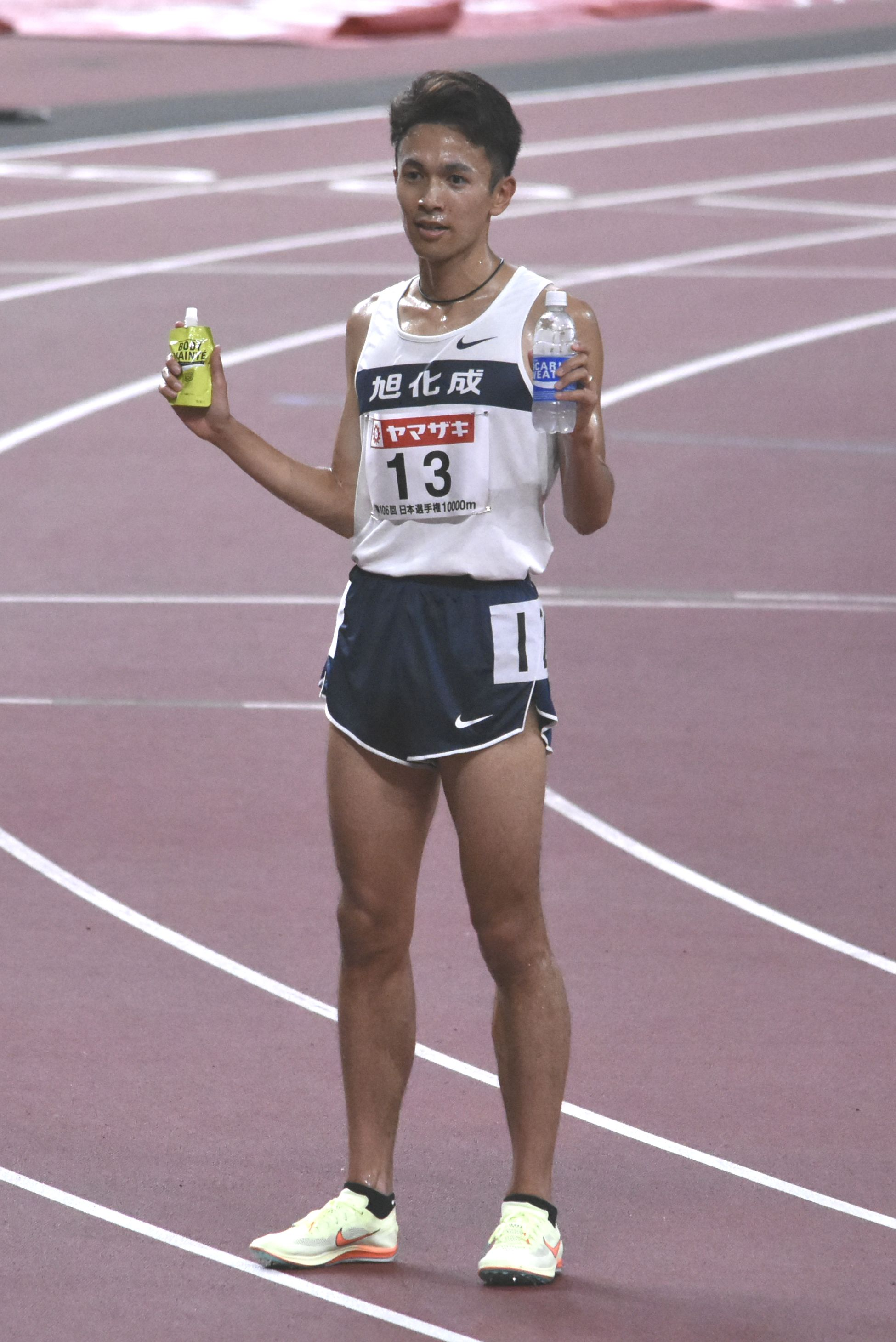
Akira Aizawa – Rang siebzehn
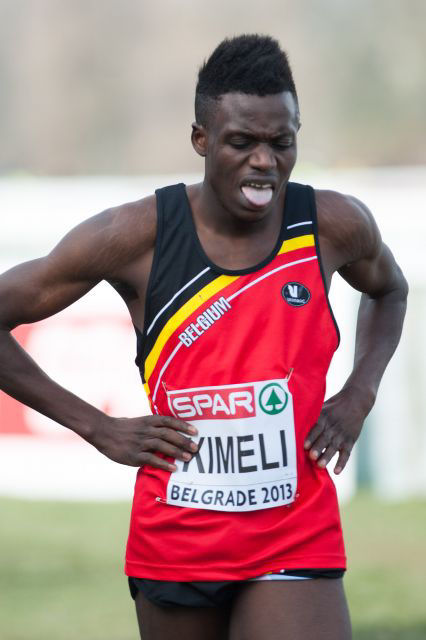
Isaac Kimeli – Rang achtzehn
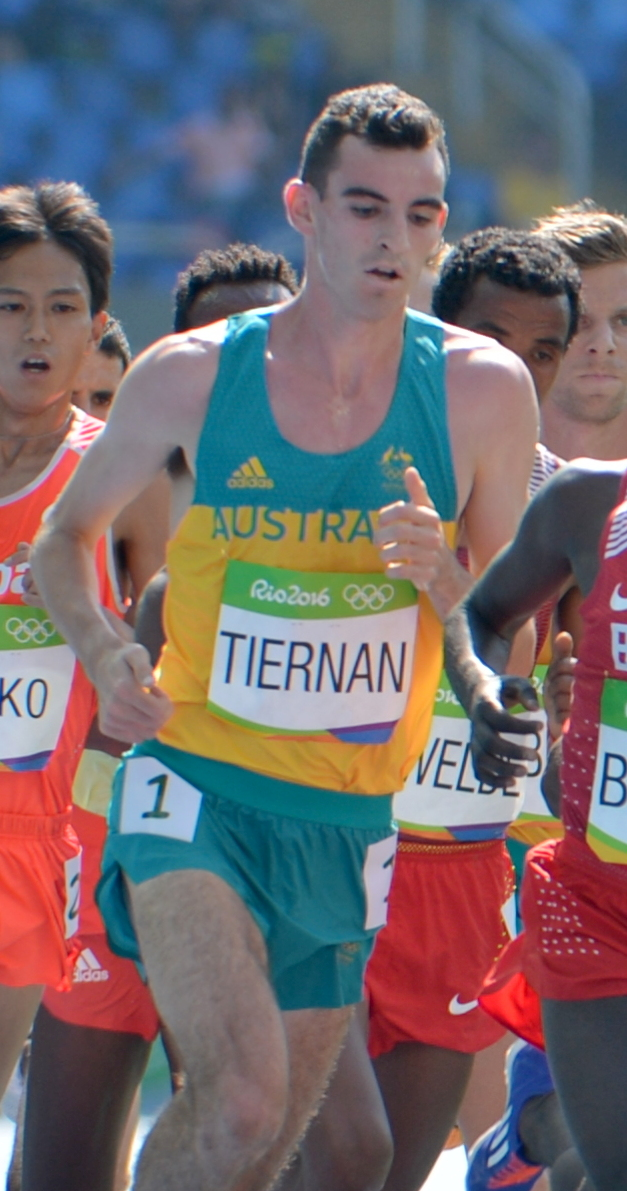
Patrick Tiernan – Rang neunzehn
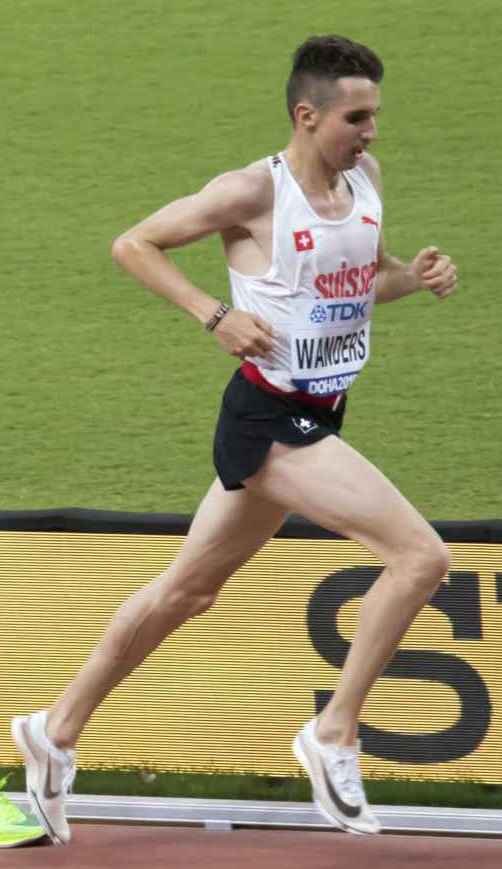
Julien Wanders – Rang zwanzig

## Video
- Athletics, Ethiopia's Selemon Barega wins first track gold of the Games, youtube.com, abgerufen am 20. Mai 2022